# Różanka (schronisko)

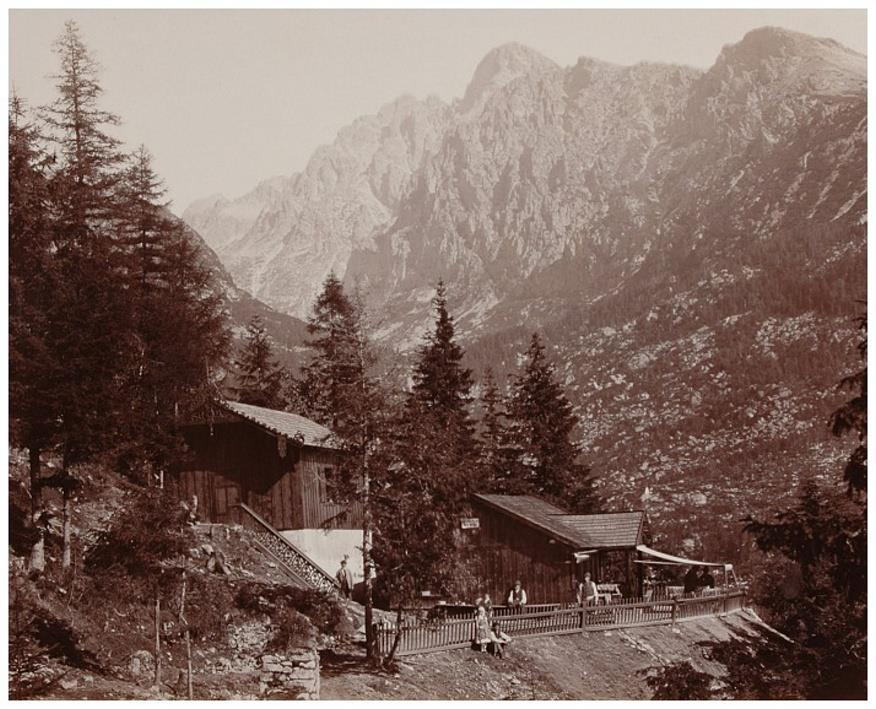
Pierwsza "Różanka" (1875-1893)

Różanka (też: Chata Róży, węg. Rózsa-menedékház, niem. Rosa-Hütte, słow. Ruženina chata) – nieistniejące, niewielkie schronisko górskie, funkcjonujące w ostatniej ćwierci XIX w. na Smokowieckiej Kazalnicy w słowackich dziś Wysokich Tatrach, tuż poniżej Smokowieckiego Siodełka (słow. Hrebienok).
Gdy w 1873 r. powstało Węgierskie Towarzystwo Karpackie zainteresowanie turystów Doliną Zimnej Wody i tamtejszymi wodospadami było już na tyle duże, że zupełnie nie wystarczała maleńka chata Rainera, usytuowana tuż powyżej nich, u zbiegu Doliny Staroleśnej i Doliny Małej Zimnej Wody. W nowo powstałym Towarzystwie zrodził się pomysł budowy większego schroniska na widokowej Smokowieckiej Kazalnicy, której teren należał do spółki leśnej ze Spiskiej Soboty, jednak jego realizacja rozbijała się o brak funduszów. W ich zbiórce pomogła popularna budapeszteńska śpiewaczka, pochodząca ze Spiszu Rózsa Gräfl-Győrffy, która zadeklarowała przekazanie na budowę zysku ze swojego podtatrzańskiego tournée. Jednocześnie propagowała ona ideę budowy schroniska na tyle sugestywnie, że wraz ze szczodrymi datkami od publiczności kwota ta umożliwiła budowę i uruchomienie 1 sierpnia 1875 r. nowego schroniska. Drewniany budynek o kilku izbach (w tym dwie zbiorowe sale noclegowe), wzniesiony w stylu alpejskim, był pierwszym tatrzańskim schroniskiem MKE. Malowana na różowo drewniana róża nad wejściem miała przypominać imię głównej fundatorki obiektu. Z czasem jednak imię to poszło w zapomnienie, a w powszechnej świadomości pozostał tylko kwiat róży – i nawiązująca do niego nazwa (niem. Rosen- Hütte, słow. Ružová chata, Ružanka).
Po oddaniu z końcem lata 1884 r. do użytku położonego tuż obok bardziej luksusowego hotelu „Kolbach” spółka leśna ze Spiskiej Soboty wymusiła na MKE odsprzedaż „Różanki”, której niski standard odbiegał od wizji planowanej tu osady wypoczynkowej. Jeszcze przez pewien czas użyczała ona awaryjnych noclegów, później jednak służyła jako sklepik z pamiątkami, magazyn, a w końcu stajnię dla koni. W 1893 r. całkowicie spłonęła. W 1894 r. na jej miejscu zbudowano nowy hotel o dziewięciu pokojach, do którego przylgnęła nazwa „Hotel Rosa” lub po prostu „Różanka”.
Nowa „Różanka” spłonęła 18 lutego 1927 r. wraz z całą osadą Kolbach. Na jej miejscu w grudniu 1834 r. otwarto „Guhrovą chatę” – obecnie funkcjonującą jako Schronisko Bilíka.